# إلمو شروبشاير
إلمو شروبشاير (بالإنجليزية: Elmo Shropshire) (ولد في 26 أكتوبر 1936) هو طبيب بيطري أمريكي، عداء تنافسي ومغني موسيقى الريف (كونتري). اشتهر شروبشاير الذي يؤدي عادة تحت اسم «دكتور إلمو»، بأغنيته الجديدة في عيد الميلاد «الرنة دهست الجدة». سجل في الأصل الأغنية في عام 1979 مع زوجته آنذاك باتسي، ثم أعاد تسجيلها منفردًا لألبوم 1992 عيد ميلاد دكتور إلمو المتشابك ومرة أخرى في عام 2000 للألبوم فوق مدخنتك.

## روابط خارجية
- إلمو شروبشاير على موقع IMDb (الإنجليزية)
- إلمو شروبشاير على موقع ميوزك برينز (الإنجليزية)
- إلمو شروبشاير على موقع أول ميوزيك (الإنجليزية)
- إلمو شروبشاير على موقع ديسكوغز (الإنجليزية)